# XVIII. sjezd Komunistické strany Číny
XVIII. sjezd Komunistické strany Číny (čínsky pchin-jinem Zhōngguó Gòngchǎndǎng dìshíbācì quánguódàibiǎodàhuì, znaky zjednodušené 中国共产党第十八次全国代表大会) proběhl v Pekingu ve dnech 8. – 14. listopadu 2012. Sjezdu se zúčastnilo 2270 řádných delegátů a 57 speciálních delegátů zastupujících přes 82 milionů členů Komunistické strany Číny.
Politickou zprávu ústředního výboru přednesl odstupující generální tajemník Chu Ťin-tchao. Sjezd přijal novou redakci stanov strany, mimo jiné se v nich nově objevila věta o ustavení „socialistického zřízení s čínskými rysy“ v Čínské lidové republice. Byl potvrzen obranný charakter čínské vojenské doktríny.
Sjezd zvolil 18. ústřední výbor o 205 členech a 171 kandidátech, z nich 184 nových, a ústřední komisi pro kontrolu disciplíny o 130 členech. Ústřední výbor poté zvolil 18. politbyro o pětadvaceti členech a sedmičlenný sekretariát. K běžnému řízení strany vybral ze členů politbyra sedmičlenný stálý výbor (generální tajemník Si Ťin-pching, Li Kche-čchiang, Čang Te-ťiang, Jü Čeng-šeng, Liou Jün-šan, Wang Čchi-šan a Čang Kao-li). Dalšími členy členy politbyra byli zvoleni Ma Kchaj, Wang Chu-ning, Liou Jen-tung, Liou Čchi-pao, Sü Čchi-liang, Sun Čchun-lan, Sun Čeng-cchaj, Li Ťien-kuo, Li Jüan-čchao, Wang Jang, Čang Čchun-sien, Fan Čchang-lung, Meng Ťien-ču, Čao Le-ťi, Chu Čchun-chua, Li Čan-šu, Kuo Ťin-lung a Chan Čeng. Prvním tajemníkem disciplinární komise se stal Wang Čchi-šan a předsedou ústřední vojenské komise Si Ťin-pching.
Na sjezdu proběhlo předání moci nové generaci vedení, když novým generálním tajemníkem (a od jara 2003 prezidentem) se stal dosavadní první tajemník sekretariátu a viceprezident Si Ťin-pching a (na jaře 2003) novým premiérem dosavadní první vicepremiér Li Kche-čchiang. Ostatních pět členů členů stálého výboru byli dosud „pouze“ členy politbyra. kromě nich v radikálně obměněném politbyru zůstali pouze Liou Jen-tung, Li Jüan-čchao a Wang Jang, zbylých patnáct zasedalo v politbyru poprvé.